# Ciseau
Pour les articles homonymes, voir ciseau (homonymie).
Pour les ciseaux ou paire de ciseaux, voir Paire de ciseaux.
Pour l’article ayant un titre homophone, voir Cizo.

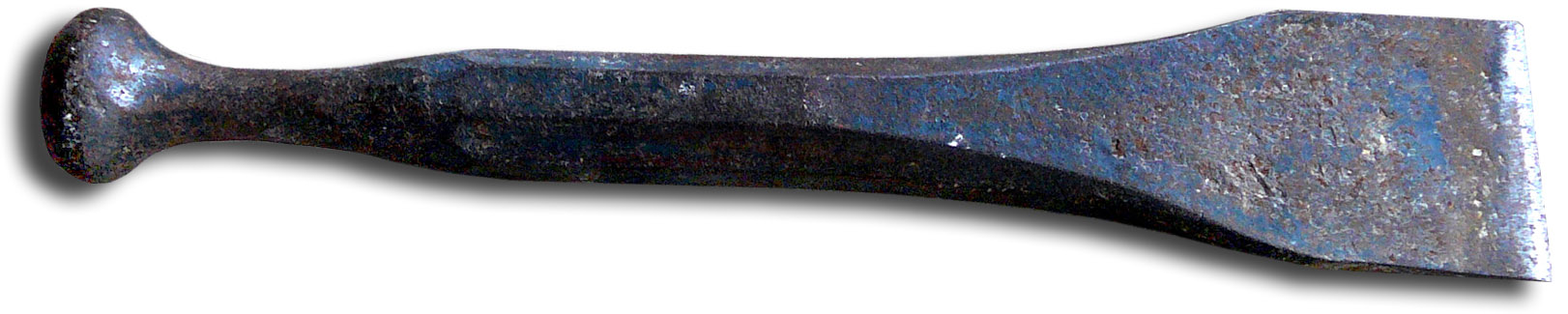
Ciseau de tailleur de pierre.

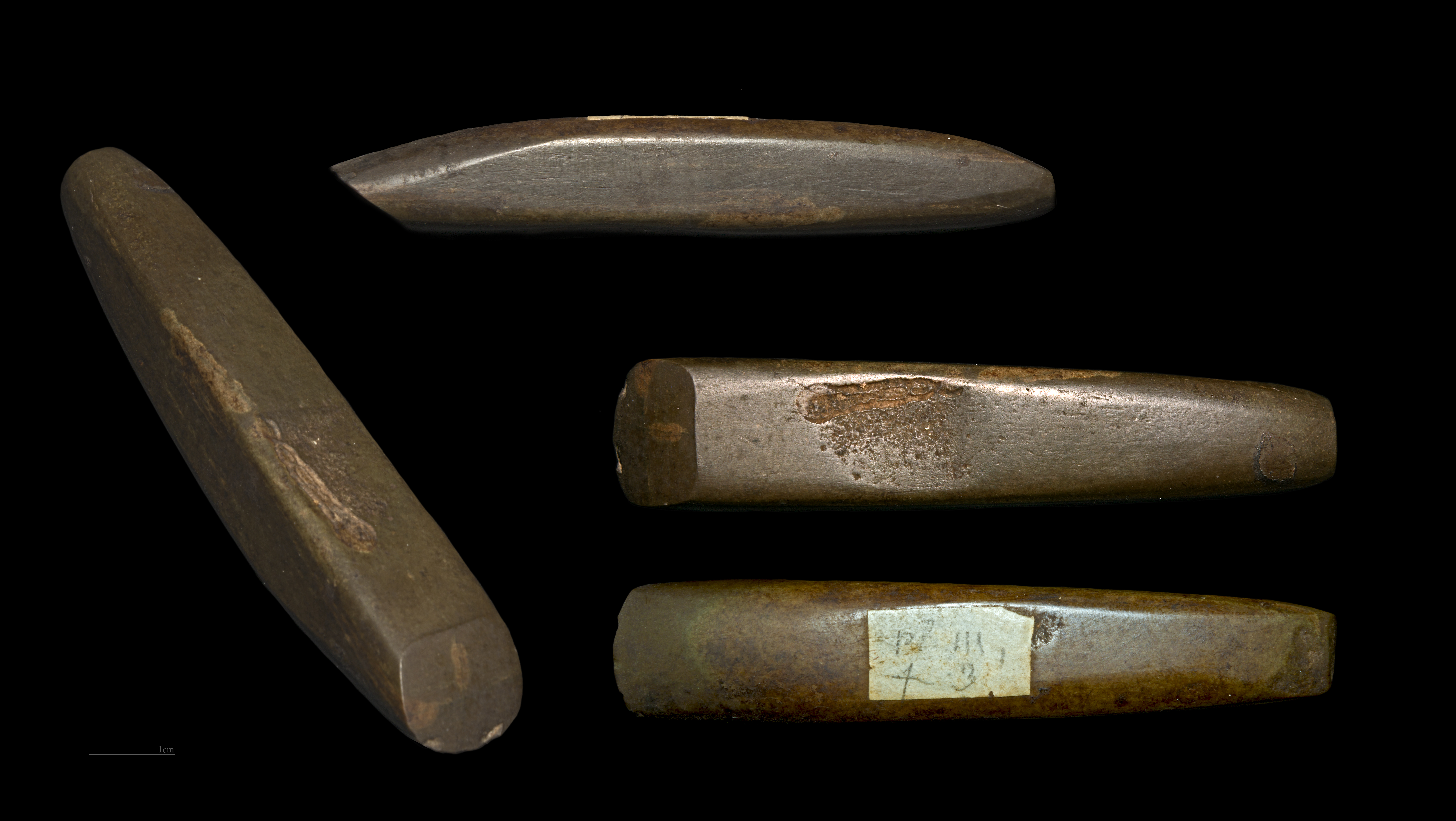
Ciseau en pierre polie - âge du bronze MHNT.

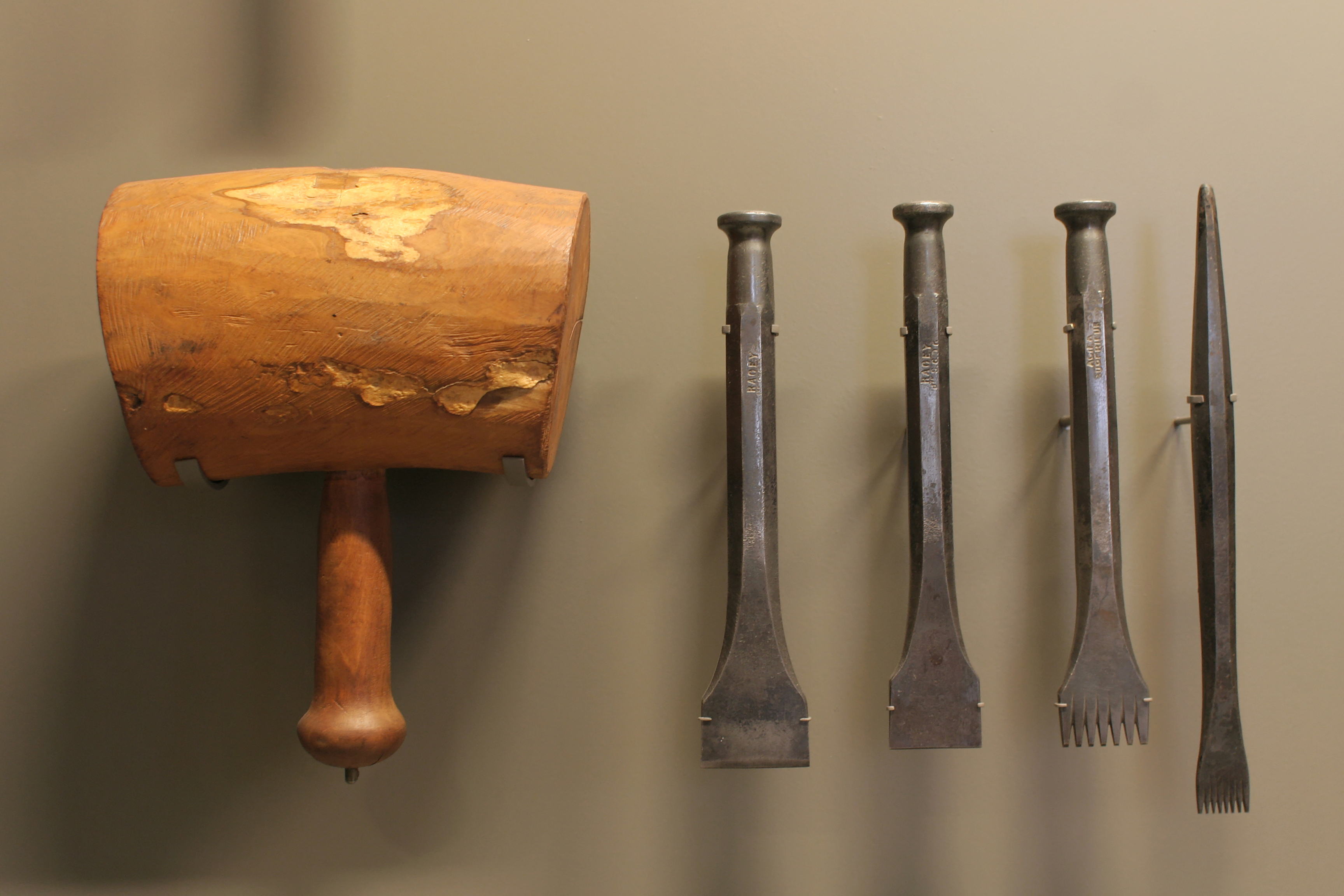
Outils de tailleur de pierre : maillet, ciseaux et gradines.

Le terme ciseau désigne une famille d'outils servant à couper nettement divers matériaux.

## Description
On désigne par « ciseau » (au singulier) un ferrement plat qui tranche par un des bouts et qui sert à travailler le bois, le fer, la pierre, etc. Ciseau de sculpteur, ciseau à brique, ciseau de menuisier, ciseau d'orfèvre. Le ciseau est généralement en acier et comporte une seule arête tranchante montée sur un court manche.
On désigne par « ciseaux » (au pluriel) ou « paire de ciseaux », l'outil comportant deux lames articulées qui glissent l'une sur l'autre pour trancher les matériaux minces.
Certains ciseaux doivent être percutés par des outils de frappe comme la massette ou le maillet.
Les ciseaux diffèrent par leur taille et leur poids : les plus gros outils servent à dégrossir le travail et les plus petits pour les finitions et les détails.
Il faut distinguer les ciseaux à bois à un seul biseau et les ciseaux à pierre dont le tranchant est constitué de deux biseaux.
On distingue :
- Ciseau à bois et gouge, bisaiguë, ébauchoir et bédane : ciseau des menuisiers, charpentiers et ébénistes ;
- Ciseau à brique ou ciseau de tailleur de pierre : outil de fer acéré, aplati et tranchant par le bout. Il sert à faire la plumée du lit et les ciselures des parements d'une pierre[2] et les gradines ;
- Ciseau de briqueteur : proche du précédent, la partie tranchante est plus fine et plus large afin de couper les briques ;
- Ciseau de sculpteur : ciseau des sculpteurs ;
- Ciseau à dégarnir : ciseau des garnisseurs, moins coupants et qui peuvent être coudés ou droits ;
- Goulindion : ciseau des pêcheurs de Méditerranée, improprement appelé ciseaux à oursins, avec une grosse ouverture ajourée et une ouverture importante adaptée à ces organismes marins portant des piquants ;
- La serrurerie distinguait plusieurs ciseaux : ciseau à chaud (gros ciseau à deux biseaux qui sert à couper le fer chaud), ciseau à froid (ciseau qui ne diffère du précédent que parce qu'il est moins long et qu'il ne sert jamais sur le fer chaud), ciseau à ferrer (ciseau à deux biseaux, mais dont le taillant est très mince ; il n'est propre qu'à couper du bois[2]).

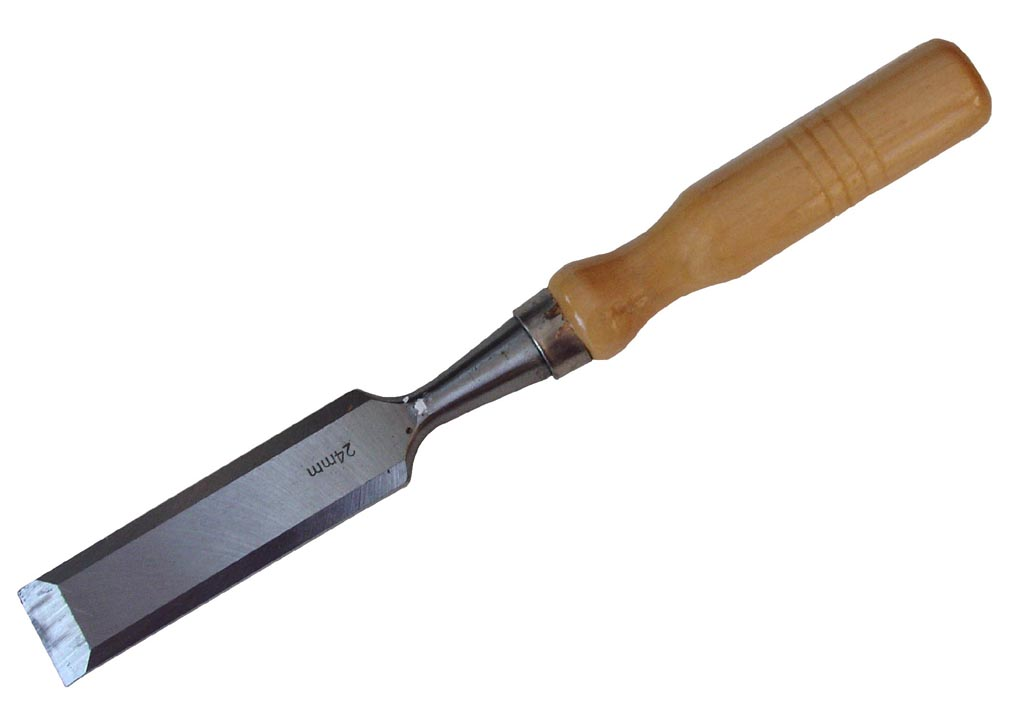
Ciseau à bois 24 mm.
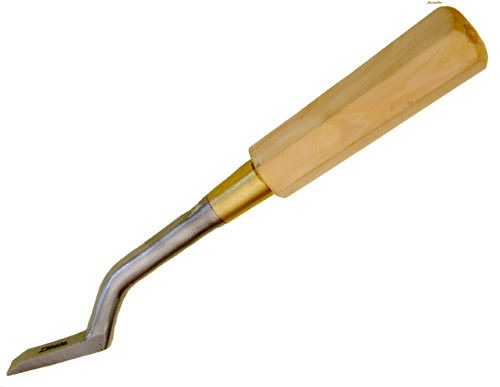
Ciseau à dégarnir.